# Basankul
Basankul (arab. بسنقول) – miejscowość w Syrii, w muhafazie Idlib. W 2004 roku liczyła 2883 mieszkańców.